# Ayston
Ayston is een civil parish in het bestuurlijke gebied Rutland, in het Engelse graafschap Rutland met 46 inwoners.

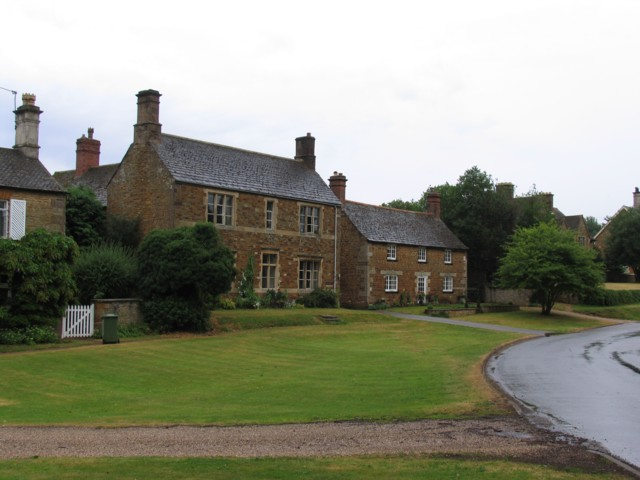